# Descenso (película de 2005)
Descenso es un telefilm canadiense catastrófico del año 2005 dirigida por Terry Cunningham y protagonizada por Luke Perry, Natalie Brown y Michael Dorn.

## Argumento
Se ha lanzado el proyecto D.E.E.P., que tiene como objetivo coger energía a increíble escala del subsuelo en una placa tectónica en la costa americana del oeste contra la voluntad del Dr. Jake Rollins, que teme las consecuencias de una perforación así. Finalmente, como él temía, un error al respecto en la perforación dos años más tarde, trae como consecuencia una sucesión de terremotos y erupciones volcánicas que ponen en peligro la seguridad del planeta, ya que desencadenaría con el tiempo erupciones volcánicas por todo el cinturón de Fuego del Pacífico, lo que incluso podría llevar a un evento ligado a la extinción.
Por ello el gobierno estadounidense busca una solución al respecto y recluta al Dr. Rollins, quien fuera despedido del proyecto por no estar de acuerdo con este, para solucionar la crisis existencial. La única solución es provocar una explosión nuclear, pero dadas las características del desastre las cargas tienen que ponerse a 40 km bajo la superficie terrestre con una correspondiente nave. Para ello Jake Rollins es enviado junto con el Dr. Palmer, jefe del proyecto D.E.E.P., Dr. West, una antigua colega y amiga suya, y otros para llevarlo a cabo.
Mientras que ponen las cargas nucleares, las dificultades durante el descenso incrementan y las catástofes naturales en la superficie también. Adicionalmente los militares bajo el General Fielding quieren matarlos después de la misión para mantener encubierto el proyecto ante la opinión pública y con ello también sus beneficios militares, ya que les daba más posibilidades de producir armas, incluso de destrucción masiva. Finalmente consiguen detonarlas teniendo que sacrificar Dr. Drake su vida para ello como penitencia por lo que hizo y las catástrofes terminan. Sólo Dr. Rollins y Dr. West, que se enamoran, sobreviven la misión y Marsha Crawford, enviada especial del Presidente y de la NSA respecto a la misión, se encarga luego de que todo salga a la luz para así detener el proyecto y las intenciones de Fielding de continuar con el peligroso proyecto y de matar a los superviventes para mantenerlo encubierto.

## Reparto
- Luke Perry – Dr. Jake Rollins
- Michael Dorn – General Fielding
- Rick Roberts – Dr. Palmer Drake
- Marie Ward – Dr. Karen West
- Mimi Kuzyk – Marsha Crawford
- Michael Teigen – Black
- Mike Realba – Decker
- Adam Frost – Captain Hayward
- James Downing – Major McEwan
- Natalie Brown – Jen
- Jefferson Brown – Seth